# James Kirkup
James Falconer Kirkup (23. dubna 1918 – 10. května 2009) byl anglický básník, překladatel a cestopisec. Napsal přes 30 knih, včetně autobiografie, románů a divadelních her. V roce 1962 se stal Fellow of the Royal Society of Literature.

## Život
James Kirkup vyrůstal v South Shields, navštěvoval zde Westoe Secondary School, později studoval na Durhamské univerzitě v Anglii. Během druhé světové války byl odpíračem vojenské služby a pracoval v lesnictví a na farmě. Učil na Downs School v Colwallu, Malvern, kde studoval úspěšně i Wystan Hugh Auden. James Kirkup byl první básník, který získal Gregory Fellowship pro poezii v roce 1950 na Universitě v Leedsu, ve Velké Británii se stal prvním básníkem - stálým zaměstnancem univerzity.
V roce 1952 se přestěhoval do Gloucestershire a další tři roky byl hostujícím básníkem na Bath Academy of Art. Po odchodu z Bathu učil na London Grammar School a v roce 1956 opustil Velkou Británii, žil a pracoval v Evropě a USA. Posléze našel zázemí pro svou práci v Japonsku, usadil se tam na 30 let, učil anglickou literaturu na několika univerzitách.
Na začátku devadesátých let se Kirkup usadil v Andoře. Psal nekrology pro britské noviny The Independent až do roku 2008. Vydal také několik virtuálních knih u Brindin Press. Kirkup zemřel v Andoře 10. května 2009.

## Dílo
Svou první knihu poezie The Drowned Sailor napsal v Downs School, publikována byla v roce 1947. Kirkup publikoval básnické sbírky, šest dílů autobiografie, přes sto monografií originálních prací a překladů a tisíce krátkých článků v časopisech. Psal také haiku a tanka. Mnohé jeho básně se vracejí do dětství na North East a jsou součástí knih The Sense of the Visit, To the Ancestral North, Throwback, a Shields Sketches.

## Případ rouhání
Kirkup přitáhl pozornost veřejnosti v roce 1977, kdy čtrnáctidenník Gay News publikoval jeho báseň „The Love that Dares to Speak its Name“, která pojednává o lásce římského setníka k Ježíši poté, co byl sejmut z kříže. Editor novin, Denis Lemon, byl obviněn z rouhání v případě Whitehouse v. Lemon. Šlo o soukromé stíhání na podnět Mary Whitehouse, ředitelky Národní asociace diváků a posluchačů (National Viewers' and Listeners' Association). Lemon publikoval báseň na základě toho, že „poselství a záměr básně byl oslavit absolutní universalitu boží lásky“. Byl odsouzen k devíti měsícům vězení, které mu bylo odloženo a zaplatil pokutu 500 liber.

## Ocenění
Rodné město South Shields má uloženu velkou kolekci jeho děl v Central Library a díla z období jeho pobytu v Japonsku jsou umístěny v místním muzeu. Poslední díl básní byl publikován během léta 2008 u Red Squirrel Press a je také součástí Central Library v South Shields.
Získal:
- Atlantic Award for Literature ( Rockefeller Foundation, 1950)
- Fellow of the Royal Society of Literature, (1962)
- Japan P.E.N. Club Prize for Poetry, (1965)
- Scott Moncrieff Prize za překlad,(1992)
- Japan Festival Foundation Award, (1997)[8]

## Nekrology
James Kirkup za více než dvě desetiletí spolupráce s novinami The Indipendent napsal více než 300 nekrologů, psal je téměř vždy až po smrti spisovatele úhledným písmem na papír formátu A4 a faxoval je do deníku. První byl věnovan japonskému spisovateli Yasushi Inoue, další francouzskému romanopisci Hervé Guibertu, který zemřel na AIDS.